# Pegging

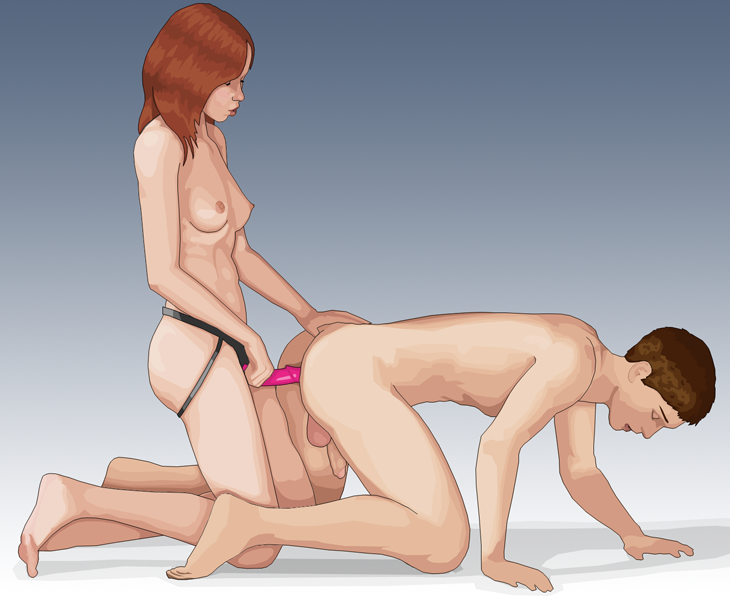
Ilustração do fetiche de inversão sendo praticado

Pegging (também conhecido como inversão de papéis ou apenas inversão) é uma prática sexual no qual uma mulher faz sexo anal em um homem utilizando uma cinta peniana.
Durante a prática, o clitóris da mulher pode ter estimulação direta da base do dildo e pode haver até penetração vaginal se for utilizado um dildo de duas extremidades. E  os homens praticantes do pegging podem sentir prazer através da estimulação do ânus, reto e principalmente da próstata. Alguns homens também preferem se masturbar ou serem masturbados durante o pegging. Além do prazer físico, há também o prazer psicológico que a mulher recebe com a sensação de dominação e o prazer que o homem recebe com a sensação de submissão ao sexo oposto.